# 48456 Вільгельмвін
48456 Вільгельмвін (48456 Wilhelmwien) — астероїд головного поясу, відкритий 12 вересня 1991 року.
Тіссеранів параметр щодо Юпітера — 3,146.
Названо на честь Вільгельма Віна (нім. Wilhelm Carl Werner Otto Fritz Franz Wien, 1864 — 1928) - німецького фізика, лауреата Нобелівської премії (1911) за дослідження явищ випромінювання і поглинання електромагнітних хвиль абсолютно чорним тілом (закон Віна).